# Vórnic
Vórnic (del eslavo dvorĭnikŭ o nádvorník era un rango de gran cortesano (dregător) moldavo a cargo de la supervisión de la corte real. Estaba a cargo de los asuntos domésticos del país, teniendo también poderes judiciales en nombre del príncipe. En el siglo XVI existían dos grandes vórnic en Moldavia: el del Țara de Jos (País de Abajo) y el del Țara de Sus (País de Arriba).